# りょうた
りょうた（2005年8月22日- ）は、日本の子役。東京都出身。アヴァンセ所属。

## 人物
趣味は囲碁、映画・演劇鑑賞、カードゲーム、特技は殺陣など。

## 出演

### 舞台
- 子役たちだけで贈る 笑えて泣ける朗読劇　vol.1（2010年）[2]
- 子役たちだけで贈る 笑えて泣ける朗読劇　vol.2（2011年）[2]
- 株式会社893（ハチキューサン）（2011年）トロ助 役（ダブルキャスト）[2]
- Re:verse〈リバース〉（2012年）美馬雄平 役（ダブルキャスト）[2]
- 溺れる金魚（2013年）今垣祐太郎 役（ダブルキャスト）[2]
- Re:verse〈リバース〉~あの瞬間（とき）に戻れたら~ （2014年4月2日 - 6日、本多劇場）美馬雄斗 役（ダブルキャスト）[2]
- コウの花嫁（2016年）子ホンド 役（ダブルキャスト）[3]
- ミュージカル『ビッグ・フィッシュ』(2017年2月7日 - 28日、日生劇場)　ヤング・ウィル役（ダブルキャスト）[4]
- 嘘つき歌姫（2019年）馬場ナオ 役（トリプルキャスト）
- 春、揺らぐ、勿忘草（2019年）医師・マネージャー 役
- ミュージカル・テニスの王子様4thシーズン（2021年 - ）堀尾聡史 役[5]
  - 青学vs不動峰（2021年）
  - 青学vs聖ルドルフ・山吹（2022年）[6]
  - 青学vs氷帝（2023年）[7]
  - 青学vs六角（2023年）[8]
  - 青学vs立海（2024年）[9]
- ハリトイト（2024年）山田役[10]
- ソウサイノイチチル（2025年）菊地宗男役[11]

### 映画
- 荼毘~jhpeta~（2014年）[12]
- 雨女（2016年）小学生りょうた 役[13]
- さようなら、ごくろうさん（2016年）たくや 役[14]
- クマ・エロヒーム（2018年）アユム幼少期 役
- こどもしょくどう（2019年）[15]
- ロマンスドール（2020年）柔道部員 役
- 劇場版 おいしい給食 Final Battle（2020年）児島哲雄 役[16][17]
- 無慈悲な光（2021年）研究員の息子 役[18]
- VR映画 なぎさにて（2022年）くじらを発見する子供 役[19][20]

### テレビドラマ
- 聖なる怪物たち（2012年、テレビ朝日）
- 潔癖クンの殺人ファイル② 芸能界「ザ・スキャンダル」（2015年、フジテレビ）
- 再捜査刑事・片岡悠介9（2016年、テレビ朝日）
- 火花 第6話（2016年、Netflix）
- わにとかげぎす（2017年、TBS）
- FINAL CUT（2018年、関西テレビ）
- 花のち晴れ〜花男 Next Season〜（2018年、TBS）
- やけに弁の立つ弁護士が学校でほえる（2018年、NHK総合）
- みかづき（2019年、NHK総合）
  - 第2回「我が家は学習塾」勝見塾生徒 役
  - 第3回「翳りゆく月」千葉進塾生徒 役
- いだてん〜東京オリムピック噺〜（2019年、NHK）被災孤児 役
- やすらぎの刻〜道 （2019年、テレビ朝日）アキオ 役[21]
- おいしい給食（2019年、テレビ神奈川 他）レギュラー常節中学1年1組生徒 児島哲雄 役[17][22]
- 江戸前の旬 season2 第6貫（2019年、 BSテレ東・テレビ大阪）吉沢大吾 幼少期 役
- 青のSP（2021年、関西テレビ）渡辺勇 役[23]

### テレビCM
- 学研「夏のキャンペーン」（2012年）
- IHI 企業CM「IHI 笑わせる人編」（2013年）
- ザ・ゴールド「テレビCM 母と子インタビュー編」（2013年）
- タカラトミー デュエル・マスターズ
  - DMX‐20 デッキ一撃完成!!デュエマックス160~革命＆侵略~（2015年）メイン子役
  - カスタム変形デッキ（2015年）
  - 超なぞの箱 超ブラック・ボックス・パック（2016年）メイン子役
  - スタート・デッキ（2016年）
  - 奥義伝授!!デッキLv．マックスパック（2016年）
  - 輝け！デュエデミー賞パック（2016年）メイン子役
  - ペリッ!!スペシャルだらけのミステリーパック（2018年）
- LINE「三国志ブレイブ TVCM 照英」編（2015年）
- グリコ「カプリコ 空からピカピカでっカプリコ編」（2016年）
- ベネッセ「進研ゼミ中学講座 1日1回10分10日間」編 メイン子役（2018年）
- 湖池屋 スコーン「ハラぺコング・登場」編（2019年）私立スコ―ン学園生徒 役
- 山崎製パン 企業CM「グッドモーニング」編（2020年）
- サントリー 天然水 澄みわたるお茶「さよなら、スミワタル先生！」編（2020年）
- ライオン ソフラン プレミアム消臭「臭くならない服はつくれる」編（2020年）
- Netflix 「映画の話をしませんか」編（2021年）
- ONE PIECE トレジャークルーズ8周年記念CM「ポケットに1000話分のロマン」篇(2022年)

### ミュージックビデオ
- HY「極愛」（2016年）
- ゆず「ヒカレ」（2020年）
- Official髭男dism「 Same Blue」（2024年）

### Web
- フジテレビ無料動画サイト「見参楽（みさんが！）週刊！NIPPON ちびっこランド~秋～」（2012年）
- 「現実拡張 スマホ仮面 SPECIAL アプリ大戦 Gbps」（2013年）[24]
- 『ONE PIECE』連載20周年記念ムービー（90秒ver）（2017年）
- Limino ドラマ 「古書堂ものがたり」3話・4話（黒塗り楽譜と転校生）坂上朝陽 役（2023年）[25]

### WebCM
- ベネッセコーポレーション「チャレンジタッチ半面教師ママ編」（2015年）

### イベント
- 映画『レゴムービー』ブルーレイ＆DVDリリース記念イベント（2014年）